# 岸本遠綱
岸本 遠綱（きしもと とおつな、生没年未詳）は、鎌倉時代初期の武士。清和源氏満季流。高屋定遠の子。子に景綱、実賢、孝綱、範広らがある。初め重綱とも称した。仮名は岸本十郎あるいは平井七郎。高屋遠綱とも呼ばれる。
近江国東部の豪族高屋氏の一族であり、同国愛知郡岸本（滋賀県東近江市岸本）付近を本拠としたと推定される。詳しい事績は不明であるが国人として守護佐々木氏の配下にあったものとみられ、建久2年（1191年）に佐々木定綱の一族が延暦寺との争いに敗れ一斉に配流となった際、これに連座して井伊真綱らほか4人と共に禁獄を言い渡されている（『吾妻鏡』同年5月8日条）。
子孫は平井氏や小椋氏、山田氏、林田氏などを称し、それぞれ存続した。